# Флджян, Гегам Георгиевич
Гегам Георгиевич Флджян (1 мая 1917, Александрополь, Эриванская губерния — 11 февраля 1971) — советский армянский кларнетист, педагог.

## Биография
С 1927 учился в Ленинаканской музыкальной школе. В 1939 окончил Ереванское музыкальное училище и поступил в Ереванскую государственную консерваторию (класс З. Вартаняна), которую окончил в 1948 (в 1941 служил в рядах Красной Армии).
В 1936—1940 работал в оркестре театра им. Сундукяна, в 1941—1955, 1958—1962 и с 1966 — солист симфонического оркестра Армянской ССР.
Более двадцати лет занимался также преподавательской деятельностью: в 1939—1942 — преподаватель Ереванской музыкальной школы-десятилетки, в 1942—1947 — музыкального техникума, в 1946—1948 — Ленинаканской музыкальной школы; в 1947—1966 — преподаватель Ереванской консерватории им. Комитаса, в 1963—1965 — преподаватель музыкальной школы им. Саят-Новы.